# Бердянское (Мариупольская городская община)
Бердя́нское (укр. Бердянське) — село на Украине, находится в Мангушском районе Донецкой области.
Код КОАТУУ — 1423981101. Почтовый индекс — 87430. Телефонный код — 6297.

## Население
- 1970 — 685 чел. (перепись)
- 1976 — 690 чел. (перепись)
- 2001 — 684 чел. (перепись)

В 2001 году родным языком назвали:
- украинский язык — 421 чел. (61,55 %)
- русский язык — 255 чел. (37,28 %)
- армянский язык — 4 чел. (0,58 %)
- греческий язык — 3 чел. (0,44 %)

## Адрес местного совета
87430, Донецкая область, Мангушский р-н, с. Бердянское, ул. Радянська, 55